# 393 v. Chr.
Portal Geschichte | Portal Biografien | Aktuelle Ereignisse | Jahreskalender | Tagesartikel

◄ |
5. Jahrhundert v. Chr. |
4. Jahrhundert v. Chr. |
3. Jahrhundert v. Chr. |
►

◄ | 410er v. Chr. | 400er v. Chr. | 390er v. Chr. | 380er v. Chr. |
370er v. Chr. |
►

◄◄ | ◄ | 396 v. Chr. | 395 v. Chr. | 394 v. Chr. | 393 v. Chr. |
392 v. Chr. |
391 v. Chr. |
390 v. Chr. |
► |
►►

## Ereignisse

### Westliches Mittelmeer
- Lucius Valerius Potitus und Publius Cornelius Maluginensis werden römische Konsuln.
- Lucius Papirius Cursor und Gaius Iulius Iullus werden römische Censoren. Nach Iullus’ Tod wird Marcus Cornelius Maluginensis Suffektcensor.
- Lucius Lucretius Tricipitinus Flavus und Servius Culpicius Camerinus werden römische Suffektkonsuln.
- Die griechischen Städte im Süden Italiens (Magna Graecia) gründen den Italiotischen Bund.

### Östliches Mittelmeer
- Der ägyptische Pharao Nepherites I. stirbt. Psammuthis und Hakor beanspruchen beide den Thron.
- Pausanias folgt seinem Vater Aeropos II. auf den Thron von Makedonien.
- Pausanias wird von Amyntas II. ermordet, der sich selbst zum Herrscher erklärt.

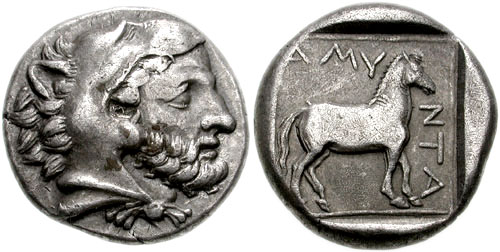
Münze Amyntas III. mit dem Kopf des Herakles

- Amyntas II. wird ermordet, Amyntas III. wird zum König von Makedonien ernannt.
- Die Illyrer greifen das geschwächte Makedonien unter Amyntas III. an. Der makedonische König wird zur Flucht gezwungen. Argaios, der Sohn Pausanias’, wird mit Hilfe der Illyrer König.

## Gestorben
- Aeropos II., König von Makedonien
- Amyntas II., König von Makedonien
- Nepherites I., ägyptischer Pharao
- Pausanias, König von Makedonien